# Aforia tasmanica
Aforia tasmanica é uma espécie de gastrópode do gênero Aforia, pertencente a família Cochlespiridae.